# エンマ (漫画)
『エンマ』は、土屋計原作、ののやまさき作画の短編連作漫画作品。『月刊少年ライバル』（講談社）2008年5月号（創刊号）から2010年12月号まで連載された。単行本は全8巻。
狂言回しの「エンマ」を中心に、「悪人」の波乱に満ちた人生と末路を描いたオムニバスとなっている。ただし、エンマに裁かれる人間達には「大量殺人を行う者」もいれば、「近いうちに大勢の人間に死をもたらす者」といった、必ずしも悪人というわけではない者もいる。彼らを想う者たちの苦しみや葛藤、そして彼らの選択した行動の意味を追求しようとするエンマ自身の心中に、主にスポットを当てている。

## あらすじ
人間による無駄な殺生によって死者が溢れる冥府。これ以上の無駄な殺生を止めるべく、閻魔王から命を受けた少女エンマは、あらゆる時代・場所に現れ行動を起こす。
裁きを続けるうちに、エンマは人間の心情、家族などの人間関係に興味を示すようになっていく。そして、人間の死を助長するナユタの暗躍や石像となった地蔵菩薩との出会いなど経る中で、心を持たないはずのエンマの中に心が宿り始め、複雑な人間関係を見るうちに大を生かすために小を殺すようなやり方に葛藤を抱き、やがて人を裁くことができなくなってしまう。
しかし、ナユタを殺した罪に200年間悩み苦しみ続けてきた男・スーホを姿を見て、自分も自分なりの答えを見つけるまで人を裁く任務を続けることを決意。
そして、最後の任務として、自身の前世である少女・皆森絵麻の裁きを達成し、役目を終えたエンマは、再び輪廻の環に戻る。

## 登場人物

### 主要人物
エンマ
本作の実質的な主人公である、閻魔王が人界へ遣わした少女。前髪で常に右目が隠れている。一人称は「オレ」。彼女に物理的な攻撃は一切通用しない。本体は黒い紙の人形で、移動時にはこれになるか乗って移動する。時代や地域を問わず、無駄な殺生を行った、もしくは行う予定のある人間の近隣で様子を伺い、自分の素姓を明かした上で殺生を止めるよう説得する。それでも気持ちを変えない者は、全身の骨を素手で抜き取り殺害する。
裁きを続けるうちに、人間の心情、家族などの人間関係に興味を示すようになっていく。扶蘇と胡亥の一件時に一度完全に消滅し、閻魔王の手で再生させられるが、その際に若干作り替えられて表情に変化が出るようになるなど、明確に感情が芽生え始める。そして、人々の想いに葛藤するようになっていく。
地蔵菩薩とうり二つの容姿をしており、楚江王からは地蔵菩薩復活のための依り代であると推測されていた。実際には地蔵菩薩を模したわけではなく、偶然似た容姿をしていた人間の少女・絵麻の魂を紙人形にしたもの。紙人形制度の本当の目的は、過酷すぎる現在の地獄に代わる新たな罪の清算方法を作ることであり、「罪人の魂によって作られた心の無い無慈悲な執行者である紙人形が、心を手にしてなお自分自身さえ裁くことができたならば、それは罪の清算になり得るだろう」という閻魔王の賭けのために選ばれた被験者がエンマ（絵麻）である。
最後は前世である絵麻の裁きを達成し、自身の罪を清算した後、転生させられる。
閻魔王（えんまおう）
冥府十王の1人で、冥府第五裁判所にて死者を裁いている。エンマの数十倍の大きさ。無駄な殺生によって冥府には死者が溢れ、裁きが間に合っていない。そうした殺生の原因となる人物を裁き、冥府に死者が増えるのを食い止めるためにエンマを遣わす。人界の秩序を守る存在であり、人間に肩入れしたり、心情を汲み取ろうとするエンマを咎める事もある。
かつては裁判官の最高位である第一裁判所の裁判官だったが、地蔵菩薩による魂の浄化という、冥界の規律に違反する行為を密かに行っており、それが発覚したため降格される。現在の行動原理は終盤まで不明であり、楚江王には冥府の支配を企んでいると推測されている。しかし、実際には昔から内心は変わっていない。かつて地蔵菩薩に出会ったことをきっかけに罪人の贖罪方法について考えるようになり、魂の浄化を地蔵菩薩、罪の清算を紙人形制度に託そうとしたというのが真意だった。
エンマを最後の任務に送り出して思い残しをなくした後、楚江王の主張を全て認め、エンマを帝釈天に託したうえで無間地獄行きとなる。単行本最終巻の巻末エピソードでは、閻魔王らしき人物が天上から差し伸べられた地蔵菩薩のものと思しき手に涙する描写がある。
ナユタ
単行本第4巻（第14話）で初登場。エンマとは逆に殺生を助長する行動をとる少年。人間を嫌っている。
その正体は7世紀モンゴルのとある村の少年スーホに飼われていた馬の生まれ変わり。スーホとは兄弟と言えるほど仲が良かったが、競馬大会で優勝した際王に献上するよう命じられ、抵抗したため王を傷つけてしまい、「馬を差し出さなければ村人全員を殺す」と言われ、スーホ自身の手によって殺される。
その後、魂を楚江王にくすねられ、人間の死に暗躍してくる。しかし、ナユタ（馬）が死んでから200年後の時代においてエンマと共に年老いたスーホに出会い、200年間罪を背負いながら生きてきた事実を知りスーホを許す。
スーホが逝った直後に楚江王が放ったインドラの矢からエンマをかばって、魂を砕かれてしまうが、その後帝釈天の計らいによって掻き集められ転生する。
楚江王（そこうおう）
単行本第5巻（第17話）で初登場。冥府十王の1人で、冥府第二裁判所にて死者を裁いている。本作の物語の裏に暗躍する悪役（本人は冥府を救うつもりで行動している）。紙人形を嫌い、紙人形制度を唯一行使している閻魔王を、ナユタを使って冥府から追放せんとする。
かつては閻魔王の弟子であり、彼のことを尊敬していた。しかし、地蔵菩薩の一件で閻魔王が降格し、第一裁判所の後任を選定する際、最有力候補者だったにもかかわらず、「これまで閻魔王のためだけに働いてきたため、人を裁くことを責任を知らなさすぎる」という理由で閻魔王から反対されたため選ばれず、彼が地位に固執するあまり自分を陥れたと思い込んで恨む。紙人形制度を嫌うのは、エンマのことを地蔵菩薩復活ひいてはそれによる閻魔王の復権のための駒であると認識しているため。しかし、実際のところそれらの認識はすべて勘違いだった。
エンマを廃するために強引な手段をとった結果、冥府を乱したとして投獄されるが、閻魔王が自身の主張を認めたため、無罪となる。そして、閻魔王が無間地獄行きになったと聞き、自らの所業を悔いる。
帝釈天（たいしゃくてん）
単行本第3巻（第11話）で初登場。たまに閻魔王のもとを訪れる天部。冥界十王より上位の存在。
地蔵菩薩（じぞうぼさつ）
単行本第5巻（第20話）で初登場。エンマと瓜二つの顔をした女性。慈悲深く、自らの手で勝手に死者を救済していたが、1000年前に魂が消え抜け殻となった。冥府の者にとっては良くも悪くも影響力の高い人物。
彼女と出会ったことがきっかけで、閻魔王は人を裁く方法について考えるようになる。

### エンマの裁きの対象者
「その存在・理念・行動が無駄な殺生を増やす」と冥府に判断され、エンマの裁きの対象となる人物達。裁かれる理由は様々で、単に大量殺人を起こす（または指示）した者、戦争を起こす権力者などもいれば、伝染病を広めて死者を出す恐れのある者といった自身の意思とは関係なく罪を背負った人間や、誰かを助けようとして大量死の原因になる（支配層の悪人を殺して世の中が乱れる、口減らし要員を助けて餓死者が増える等）といった根が善人である人間もいる。自身の正義感に従っていたり、やむを得ぬ事情を抱えていたりする場合が多く、複雑な人間関係がエンマを葛藤させることになる。
彼らはエンマにより全身の骨を抜かれて殺害される。ただし骨は、その人間を慕う者（死者も含まれる）の数だけ体内に残る。そのため、骨の総数を上回る人間に慕われる者は、たとえ裁きの対象となっていても骨を抜くことはできない（信頼を失い骨を抜けるようになったことはある）。
数が多いため特徴的な人物だけを載せる。
なお、対象者には実在の人物もいるが、忠実とは異なる経緯を辿っているものもいる。
黒部鬼政（くろべ おにまさ）
単行本第1巻（第1話）に登場。本作最初の裁きの対象者。
1500年頃の戦国時代日本の人物。黒部家の当主で領国の国主。冷酷無情かつ無慈悲であり、逆らう者は女子供でも殺す。しかし、先代当主の時代に人質として自身の嫁に入った水沢家の姫・雨茶には優しく、雨茶も鬼政を慕っている。
悪名高い自分にわずか7歳の幼い娘を躊躇いもなく差し出した水沢を快く思っておらず、先代を殺して同盟を決裂させる。その後、水沢と敵対関係になり、鬼政のために自ら牢に閉じこもった雨茶を見て、水沢を完全に潰すために戦を推し進める。
水沢との戦で多くの死者が出るため裁きの対象となり、雨茶の妨害も敵わずエンマに骨抜きされる。骨は雨茶の思いの分として1本だけ残った。
なお、単行本巻末での書き下ろしエピソードによると、鬼政の死後に雨茶は水沢の国に戻ったらしく、鬼政の仕草が癖になっていた。
荊軻（けいか）
単行本第3巻（第10話）に登場。エンマが初めて骨抜きに失敗した人物。
紀元前227年の燕の暗殺者。家には200人以上の孤児がおり、きつく当たっているが内心では自覚がないものの思いやっている。
秦王を殺すよう命令を受け、エンマから秦王の死が再び戦乱を招き多くの死者を出すと警告されるが、秦王暗殺を決行しエンマに骨を抜かれそうになる。しかし、孤児たちの思いにより骨は一本も抜けず、暗殺にも失敗したため、燕が攻められる前に孤児たちと共に燕を去る。
スーホ
単行本第5巻（第17話）・第7話（第28話）・第8巻（第29話）に登場。骨を抜く理由が無くなり、生き延びた人物。そして、主要人物であるナユタの関係者でもある。
7世紀のモンゴルの遊牧民の少年。兄弟同然の仲の愛馬「ナユタ」と共に暮らしていた。エンマにナユタを手放すよう警告されるも無視したが、ナユタが王を傷つけてしまったことが原因で村人を殺されそうになり、自身の手でナユタを殺す。ナユタが死んだことで裁く理由がなくなったため、骨を抜かれずに終わる。
その後、王へ復讐するために軍に入ったが、王が急死したため機会を失い、ナユタを殺したのは王でも他の誰でもなく自分自身だという事実に向か合わされて錯乱。軍馬を全て逃がしたため、目を潰されたうえで捨てられる。そして、その後は道すがら出会った人々に救いの手を差し伸べつつ、償いの旅を続けていた。そして、200年後に再会したナユタの許しの言葉を聞き、身体が崩れて土に還る。
彼の思いが、人を裁けなくなっていたエンマに再び人を裁く使命を担うことを決意させる。
扶蘇（ふそ） / 胡亥（こがい）
単行本第6巻（第21話・第22話）に登場。
紀元前210年の秦の人物。兄弟であり、兄の扶蘇は将軍、弟の胡亥は皇帝である。胡亥は穏やかで心優しい人柄で宮中の人間や一般の民から慕われており、扶蘇は対照的に残酷な所業で恐れられているが、兵士には慕われている。
幼き頃のクーデター未遂で親族を失い、扶蘇は優しく非情になれない弟を守るために暴力装置を担うようになるが、兄の思いを知らない胡亥は人殺しを厭わなくなったその姿に苦悩するようになり、兄弟間ですれ違いが起きる。
エンマは扶蘇の骨を抜こうとしたが、兵士たちの思いにより失敗し、直後に身体を燃やされて消滅する。その後、胡亥の決断によって扶蘇は処刑されることになり、弟の成長を見た彼は微笑みながら死ぬ。しかし、暴力装置が失われたことで次第に民が増長して暴動が相次ぐようになり、そうなって初めて兄の思いを知った胡亥は、兄をも超える残虐性を持った強権的な皇帝となる。それからしばらく経ち、クーデターが起きる中で、再び現れたエンマの変わらぬ姿勢を見て、彼女の裁きを受け入れる。骨は扶蘇の思いの分として1本だけ残った。
エンマの干渉によってより多くの犠牲を出し、裁きの対象も増やしてしまった事例であり、感情が芽生え始めたエンマを苦しませることになる。
皆森絵麻（みなもり えま）
単行本最終巻（第30話・第31話）に登場。エンマが骨を抜いた最後の人物。
2010年日本の女子中学生。エンマの前世であり、姿はエンマとうり二つ。末期の肺がんに侵された母を救うための研究をしていたが、研究の結果パンデミックを起こす細菌が誕生してしまうため、裁きの対象になる。母を救うことだけを考えており、周囲の人間を顧みないため、エンマの警告を無視する。
当初エンマは絵麻に感情移入して骨を抜くことを躊躇ってしまっていたが、互いに向き合って心情を理解しあうことで、躊躇いをなくして絵麻の骨を抜く。残った骨の本数は言及されていないが、右手小指の2本が残っているのが確認できる。

## 単行本
1. 2008年8月4日発売 ISBN 978-4063800036
2. 2009年1月5日発売 ISBN 978-4063800265
3. 2009年5月1日発売 ISBN 978-4063800425
4. 2009年9月4日発売 ISBN 978-4063800678
5. 2010年1月6日発売 ISBN 978-4063800845
6. 2010年4月30日発売 ISBN 978-4063801071
7. 2010年9月3日発売 ISBN 978-4063801231
8. 2010年12月29日発売 ISBN 978-4063801446 （完結）